# Sekretariat des Zentralkomitees der Kommunistischen Partei der Sowjetunion

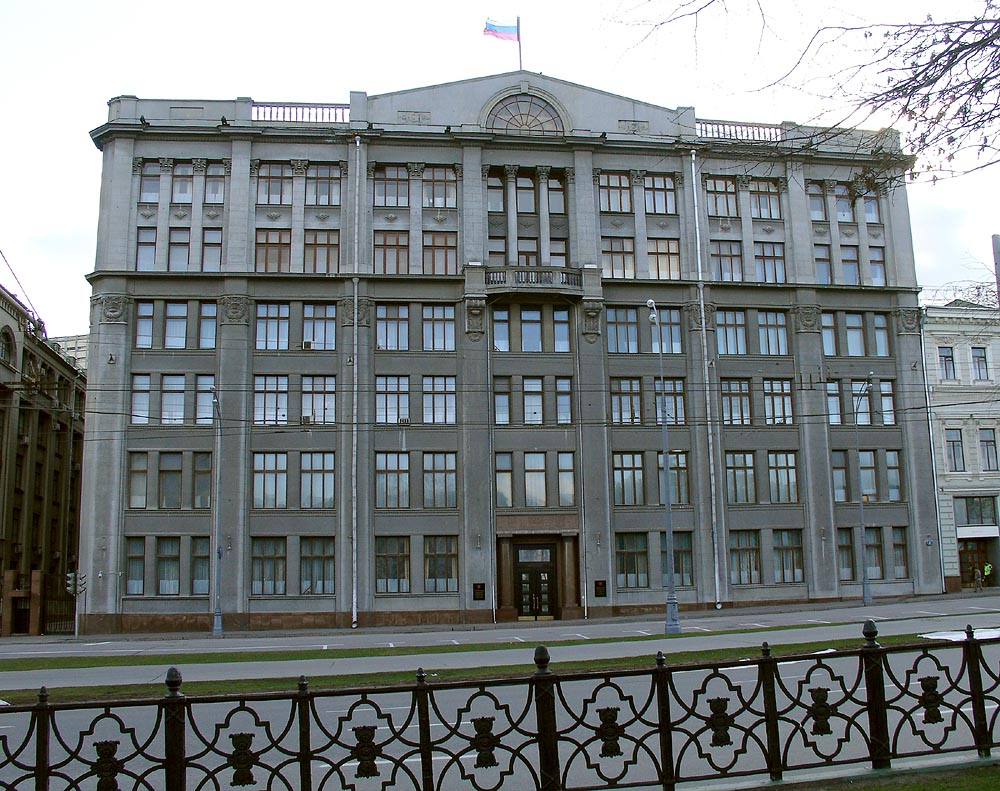
Platz Staraya Nr 4 in Moskau: Sitz des Zentralkomitees von 1920 bis 1991; Gebäude von 1914

Das Sekretariat des Zentralkomitees war eine Einrichtung der Sozialdemokratischen Arbeiterpartei Russlands (SDAPR) bzw. der Kommunistischen Partei Russlands bzw. der Kommunistischen Partei der Sowjetunion (KPdSU).

## Einrichtung und anfängliche Leitung
Vom August 1917 bis 1919 gab es bereits auf Beschluss des VI. Parteitages ein Sekretariat des Zentralkomitees als Einrichtung der Sozialdemokratischen Arbeiterpartei Russlands (Bolschewiki) unter Leitung bzw. ab 1918 unter Vorsitz von Jakow Michailowitsch Swerdlow, der am 16. März 1919 starb.
Im Februar 1919 wurde vom VIII. Parteitag das Sekretariat des Zentralkomitees der Kommunistischen Partei Russlands (B) als feste Einrichtung der Partei geschaffen. Geleitet wurde das Sekretariat zunächst von „verantwortlichen Sekretären“.
Neben dem bedeutsameren Sekretariat bestand seit dem Frühjahr 1919 zeitweise das sogenannte Orgbüro. Das Organisationsbüro der Partei wurde vom Plenum des Zentralkomitees gewählt und setzte sich aus ZK-Mitgliedern zusammen. Einige ZK-Mitglieder waren in beiden Gremien tätig. Der XIX. Parteitag von 1952 übertrug die rein organisatorischen Kompetenzen des Orgbüros auf das Sekretariat des ZKs.
Im April 1922 wurde am XI. Parteitag die Bezeichnung Generalsekretär des ZK der KPR(B) eingeführt und Josef Stalin zum Generalsekretär gewählt. Bis 1991 wurde das Sekretariat vom Generalsekretär bzw. vom Ersten Sekretär (von 1952 bis 1966) geleitet (siehe auch dazu KPdSU; Führung, Generalsekretäre bzw. Erste Sekretäre der Partei).

## Aufgaben und Organisation des Sekretariats
Das Sekretariat des Zentralkomitees leitete die laufenden Aufgaben der Parteiführung, vor allem die Personalauswahl, die Kontrolle der Ausführung von Beschlüssen des Zentralkomitees und die Aufsicht über die Tätigkeit der angestellten Mitarbeiter des Zentralkomitees. Es hatte folgende Organisation:
- Anfänglich gab es sechs bis neun Abteilungen für Allgemeines, Kader, Organisation und Instruktion, Propaganda, Schulung, Landwirtschaft, Besonderes, die zumeist von ZK-Sekretären geleitet wurden.
- 1948 wurde das Sekretariat in elf Abteilungen für Allgemeines, Organe, Agitation und Propaganda, Schwerindustrie, Leichtindustrie, Landwirtschaft, Verkehr, Planung und Finanzen, Ausland, Streitkräfte, sowie Besonderes gegliedert.
- 1987 gab es einschließlich des Generalsekretärs elf ZK-Sekretäre.

## Leiter des Sekretariats des Zentralkomitees
| Amtsinhaber | Amtszeit                                 | Ämter                                                                                     |
| --- | ---------------------------------------- | ----------------------------------------------------------------------------------------- |
| Jakow Swerdlow | August 1917 – 16. März 1919 (†)          | Leitender Sekretär (1917–1918) Vorsitzender des Sekretariats (1918–1919)                  |
| Jelena Stassowa | März 1919 – April 1920                   | Verantwortliche Sekretärin                                                                |
| Nikolai Krestinski | April 1920 – 16. März 1921               | Verantwortlicher Sekretär                                                                 |
| Wjatscheslaw Molotow | 16. März 1921 – 2. April 1922            | Verantwortlicher Sekretär                                                                 |
| Josef Stalin | 2. April 1922 – 5. März 1953 (†)         | Generalsekretär                                                                           |
| Das Amt des Generalsekretärs war noch zu Stalins Lebzeiten, im Oktober 1952, formal abgeschafft worden. Nach Stalins Tod wurden die Geschäfte des Sekretariats zunächst von Georgi Malenkow geleitet, der Stalin bereits zu Lebzeiten weitgehend vertreten hatte. Malenkow wurde Stalins Nachfolger als Ministerpräsident, musste aber am 14. März aus dem Sekretariat ausscheiden, dessen Geschäfte nun von Nikita Chruschtschow geleitet wurden. |                                          |                                                                                           |
| Nikita Chruschtschow | 14. September 1953 – 14. Oktober 1964    | Erster Sekretär                                                                           |
| Leonid Breschnew | 14. Oktober 1964 – 10. November 1982 (†) | Erster Sekretär (1964–1966) Generalsekretär (1966–1982)                                   |
| Juri Andropow | 10. November 1982 – 9. Februar 1984 (†)  | Generalsekretär                                                                           |
| Konstantin Tschernenko | 9. Februar 1984 – 10. März 1985 (†)      | Generalsekretär                                                                           |
| Michail Gorbatschow | 11. März 1985 – 24. August 1991          | Generalsekretär                                                                           |
| Wladimir Iwaschko | 24.–29. August 1991                      | Geschäftsführender Generalsekretär (Seit 11. Juli 1990 Stellvertretender Generalsekretär) |

## Mitglieder
Die ZK-Sekretäre waren meistens Männer, nur selten waren Frauen (Jekaterina Furzewa, Galina Semjonowa, Jelena Stassowa, Alexandra Birjukowa) als ZK-Sekretärinnen tätig. Die meisten Sekretäre waren auch Vollmitglieder oder Kandidaten im Politbüro der Kommunistischen Partei. Die Liste ist weitgehend vollständig.
| Jakow Swerdlow (August 1917 – 16. März 1919) |
| --- |
| - Felix Edmundowitsch Dserschinski (1917–1918) - Adolf Abramowitsch Joffe (1917–1918) - Matwei Konstantinowitsch Muranow (1917–1919) - Jelena Dmitrijewna Stassowa (1917–1919) |
| Jelena Stassowa (März 1919 – April 1920) |
| - Matwei Konstantinowitsch Muranow (1917–1919) - Nikolai Nikolajewitsch Krestinski (1919–1920) - Jewgeni Alexejewitsch Preobraschenski (25. März 1919 – 16. März 1921) |
| Nikolai Krestinski (April 1920 – 16. März 1921) |
| - Jewgeni Alexejewitsch Preobraschenski (1919 – 16. März 1921) - Leonid Petrowitsch Serebrjakow (5. April 1920 – 16. März 1921) |
| Wjatscheslaw Molotow (16. März 1921 – 2. April 1922) |
| - Wassili Michailowitsch Michailow (16. März 1921 – 27. März 1922) - Jemeljan Michailowitsch Jaroslawski (16. März 1921 – 27. März 1922) - Walerian Wladimirowitsch Kuibyschew (3. März 1922 – 17. April 1923) - Grigori Jewsejewitsch Sinowjew (16. März 1921 – 2. April 1922) - Josef Stalin (16. März 1921 – 5. März 1953) |
| Josef Stalin (2. April 1922 – 5. März 1953) |
| - Wjatscheslaw Michailowitsch Molotow (16. März 1921 – 21. Dezember 1930) - Walerian Wladimirowitsch Kuibyschew (3. März 1922 – 17. April 1923) - Jan Ernestowitsch Rudsutak (26. März 1923 – 23. Mai 1924) - Andrei Andrejewitsch Andrejew (2. Juni 1924 – 1925 und 22. März 1939 – 1946) - Lasar Moissejewitsch Kaganowitsch (2. Juni 1924 – 30. April 1925 und 12. Juli 1928 – 10. März 1939) - Isaak Zelensky (2. Juni – August 1924) - Nikolai Alexandrowitsch Uglanow (August 1924 – 30. April 1929) - Andrei Sergejewitsch Bubnow (30. April 1925 – 1. Januar 1926) - Grigori Jeremejewitsch Jewdokimow (1. Januar – 9. April 1926) - Stanislaw Wikentjewitsch Kossior (1. Januar 1926 – 12. Juli 1928) - Nikolai Michailowitsch Schwernik (9. April 1926 – 16. April 1927) - Nikolai Afanassjewitsch Kubjak (16. April 1927 – 11. April 1928) - Pawel Petrowitsch Postyschew (13. Juli 1930 – 26. Januar 1934) - Karl Janowitsch Bauman (13. Juli 1930 – ?) - Sergei Mironowitsch Kirow (10. Februar – 1. Dezember 1934 (†)) - Andrei Alexandrowitsch Schdanow (10. Februar 1934 – 31. August 1948 (†), Stellvertreter des Generalsekretärs 1941–1948) - Nikolai Iwanowitsch Jeschow (1. Januar 1935 – 10. März 1939) - Georgi Maximilianowitsch Malenkow (22. März 1939 – 6. Mai 1946 und 1. Juli 1948 – 14. März 1953, Stellvertreter des Generalsekretärs 1951–1953) - Alexei Alexandrowitsch Kusnezow (18. März 1946 – 28. Januar 1949) - Michail Andrejewitsch Suslow (24. Mai 1947 – 25. Januar 1982) - Nikita Sergejewitsch Chruschtschow (16. Dezember 1949 – 14. Oktober 1964) - Nikolai Grigorjewitsch Ignatow (16. Oktober 1952 – 5. März 1953) - Leonid Iljitsch Breschnew (16. Oktober 1952 – 5. März 1953) - Awerki Borissowitsch Aristow (16. Oktober 1952 – 5. März 1953) - Nikolai Alexandrowitsch Michailow (16. Oktober 1952 – 5. März 1953) - Nikolai Michailowitsch Pegow (16. Oktober 1952 – 5. März 1953) - Panteleimon Kondratjewitsch Ponomarenko (16. Oktober 1952 – 5. März 1953) |
| Nikita Chruschtschow (14. September 1953 – 14. Oktober 1964) |
| - Michail Andrejewitsch Suslow (24. Mai 1947 – 25. Januar 1982) - Pjotr Nikolajewitsch Pospelow (5. März 1953 – 4. Mai 1960) - Awerki Borissowitsch Aristow (12. Juli 1955 – 4. Mai 1960) - Dmitri Trofimowitsch Schepilow (12. Juli 1955 – 24. Dezember 1956 und 14. Februar – 29. Juli 1957) - Nikolai Iljitsch Beljajew (12. Juli 1955 – 12. November 1958) - Leonid Iljitsch Breschnew (27. Februar 1956 – 16. Juli 1960) - Jekaterina Alexejewna Furzewa (27. Februar 1956 – 4. Mai 1960) - Otto Wille Kuusinen (29. Juni 1957 – 17. Mai 1964) - Nikolai Grigorjewitsch Ignatow (17. Dezember 1957 – 4. Mai 1960) - Alexei Illarionowitsch Kiritschenko (19. Dezember 1957 – 4. Mai 1960) - Nuritdin Akramowitsch Muchitdinow (1957–1961) - Frol Romanowitsch Koslow (1960–1964) - Pjotr Nilowitsch Demitschew (31. Oktober 1961 – 16. Dezember 1974) - Leonid Fjodorowitsch Iljitschow (31. Oktober 1961 – 1965) - Boris Nikolajewitsch Ponomarjow 31. Oktober 1961 – 1986 - Alexander Nikolajewitsch Schelepin (31. Oktober 1961 – 1967) - Iwan Wassiljewitsch Spiridonow (31. Oktober 1961 – 1962) - Juri Wladimirowitsch Andropow (1962–1967) - Wassili Iwanowitsch Poljakow (1962–1964) - Alexander Petrowitsch Rudakow (1962–1966) - Witali Nikolajewitsch Titow (1962–1965) - Leonid Iljitsch Breschnew (22. Juni 1963 – 10. November 1982) - Nikolai Wiktorowitsch Podgorny (1963–1964) |
| Leonid Breschnew (14. Oktober 1964 – 10. November 1982) |
| - Michail Andrejewitsch Suslow (24. Mai 1947 – 25. Januar 1982) - Pjotr Nilowitsch Demitschew (31. Oktober 1961 – 16. Dezember 1974) - Leonid Fjodorowitsch Iljitschow (31. Oktober 1961 – 1965) - Boris Nikolajewitsch Ponomarjow 31. Oktober 1961 – 1986 - Alexander Nikolajewitsch Schelepin (31. Oktober 1961 – 1967) - Juri Wladimirowitsch Andropow (1962–1967 und 24. Mai 1982 – 9. Februar 1984) - Alexander Petrowitsch Rudakow (1962–1966) - Witali Nikolajewitsch Titow (1962–1965) - Dmitri Fjodorowitsch Ustinow (1965–1976) - Fjodor Dawidowitsch Kulakow (1965–1978) - Iwan Wassiljewitsch Kapitonow (1965–1986) - Michail Sergejewitsch Solomenzew (1966–1971) - Andrei Pawlowitsch Kirilenko (8. April 1966 – 22. November 1982) - Wiktor Wassiljewitsch Grischin (1968 – 18. Februar 1986) - Konstantin Fjodorowitsch Katuschew (10. April 1968 – 24. Mai 1977) - Wladimir Iwanowitsch Dolgich (1972–1988) - Konstantin Ustinowitsch Tschernenko (1975 – 10. März 1985) - Michail Wassiljewitsch Simjanin (5. März 1976 – 1987) - Konstantin Wiktorowitsch Russakow (1977–1986) - Michail Sergejewitsch Gorbatschow (1978 – 24. August 1991) |
| Juri Andropow (10. November 1982 – 9. Februar 1984) |
| - Boris Nikolajewitsch Ponomarjow (31. Oktober 1961 – 1986) - Iwan Wassiljewitsch Kapitonow (1965–1986) - Wiktor Wassiljewitsch Grischin (1968 – 18. Februar 1986) - Wladimir Iwanowitsch Dolgich (1972–1988) - Konstantin Ustinowitsch Tschernenko (1975 – 10. März 1985) - Michail Wassiljewitsch Simjanin (5. März 1976 – 1987) - Konstantin Wiktorowitsch Russakow (1977–1986) - Michail Sergejewitsch Gorbatschow (1978 – 24. August 1991) - Nikolai Iwanowitsch Ryschkow (1982–1985) - Grigori Wassiljewitsch Romanow (1983 – 1. Juli 1985) - Jegor Kusmitsch Ligatschow (1983 – 14. Juli 1990) |
| Konstantin Tschernenko (9. Februar 1984 – 10. März 1985) |
| Zusammensetzung des Sekretariats unverändert. |
| Michail Gorbatschow (11. März 1985 – 24. August 1991) |
| - Boris Nikolajewitsch Ponomarjow (31. Oktober 1961 – 1986) - Iwan Wassiljewitsch Kapitonow (1965–1986) - Wiktor Wassiljewitsch Grischin (1968 – 18. Februar 1986) - Wladimir Iwanowitsch Dolgich (1972–1988) - Michail Wassiljewitsch Simjanin (5. März 1976 – 1987) - Konstantin Wiktorowitsch Russakow (1977–1986) - Nikolai Iwanowitsch Ryschkow (1982–1985) - Grigori Wassiljewitsch Romanow (1983 – 1. Juli 1985) - Jegor Kusmitsch Ligatschow (1983 – 14. Juli 1990) - Boris Nikolajewitsch Jelzin (23. April 1985 – 1987) - Anatoli Iwanowitsch Lukjanow (23. April 1985 – 1988) - Wiktor Petrowitsch Nikonow (23. April 1985 – 20. September 1989) - Lew Nikolajewitsch Saikow (1. Juli 1985 – 14. Juli 1990) - Alexandra Pawlowna Birjukowa (6. März 1986 – 1988) - Anatoli Fjodorowitsch Dobrynin (6. März 1986 – 1988) - Alexander Nikolajewitsch Jakowlew (6. März 1986 – 1990) - Wadim Andrejewitsch Medwedew (6. März 1986 – 1990) - Georgi Petrowitsch Rasumowski (6. März 1986 – 14. Juli 1990) - Nikolai Nikitowitsch Sljunkow (26. Juni 1987 – 14. Juli 1990) - Oleg Dmitrijewitsch Baklanow (18. Februar 1988 – 24. August 1991) - Wiktor Michailowitsch Tschebrikow (1988 – 20. September 1989) - Wladimir Antonowitsch Iwaschko (9. Dezember 1989 – 24. August 1991, Stellvertretender Generalsekretär 1990–1991) - Andrei Nikolajewitsch Girenko (1989 – 24. August 1991) - Juri Alexejewitsch Manajenkow (1989 – 24. August 1991) - Jegor Semjonowitsch Strojew (9. Dezember 1989 – 24. August 1991) - Gennadi Iwanowitsch Janajew (14. Juli 1990 – 24. August 1991) - Alexander Sergejewitsch Dsasochow (14. Juli 1990 – 24. August 1991) - Galina Wladimirowna Semjonowa (14. Juli 1990 – 24. August 1991) - Oleg Semjonowitsch Schenin (14. Juli 1990 – 24. August 1991) - Boris Wenjaminowitsch Gidaspow (14. Juli 1990 – 24. August 1991) - Walentin Alexandrowitsch Kupzow (14. Juli 1990 – 24. August 1991) - Walentin Michailowitsch Falin (14. Juli 1990 – 24. August 1991)         |